# Duosperma densiflorum
Duosperma densiflorum är en akantusväxtart som först beskrevs av C. B. Cl., och fick sitt nu gällande namn av Richard Kenneth Brummitt. Duosperma densiflorum ingår i släktet Duosperma och familjen akantusväxter. Inga underarter finns listade i Catalogue of Life.